# Pseudoeconesus hudsoni
Pseudoeconesus hudsoni är en nattsländeart som beskrevs av Mosely in Mosely och Douglas E. Kimmins 1953. Pseudoeconesus hudsoni ingår i släktet Pseudoeconesus och familjen Oeconesidae. Inga underarter finns listade i Catalogue of Life.